# イジャスラウ (フメリニツキー州)
座標: 北緯50度07分 東経26度48分 / 北緯50.12度 東経26.8度
イジャスラウ（ウクライナ語: Ізяслав）はウクライナ・フメリニツキー州イジャスラウ地区の市（Місто）である。また同地区の行政中心地である。
市はホルィニ川に面し、州都フメリニツキーからは鉄道で146km、自動車道路で103kmの位置にある。

## 歴史
中世のイジャスラウは、ヴォルィーニ地方（ヴォルィーニ公国）の東の境界線上に位置し、12世紀前半にヴォルィーニ公イジャスラフによって、ヴォルィーニ・キエフ地方を防衛するために建設された。『ガーリチ・ヴォルィーニ年代記(ru)』には、1241年にモンゴル帝国軍の侵攻によって破壊されたと記されている。どうやら、中世のイジャスラウの街は復興されなかったと考えられる。イジャスラウ地区に東接するシェレティウカ地区のシェレティウカ都市遺構(ru)には、M.カルゲル(ru)の調査によって、デティネツと、都市を三重に囲む土塁、堀の跡が発見されている。また、同都市遺構には大規模な火災の痕跡と、多くの人骨が発見されており、およそ1500人が死亡しているとみなされている。現イジャスラウの位置に都市が建設されたのは13世紀の後半であり、以降、ザスラフ、ジャスラフ、ジョスラフ等と記載された。イジャスラウ（ロシア語名イジャスラフ）に名称が確定するのは1910年のことである。